# Conrad Weidmann

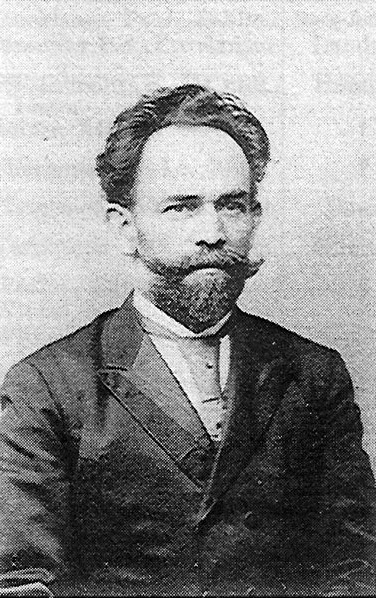
Conrad Weidmann

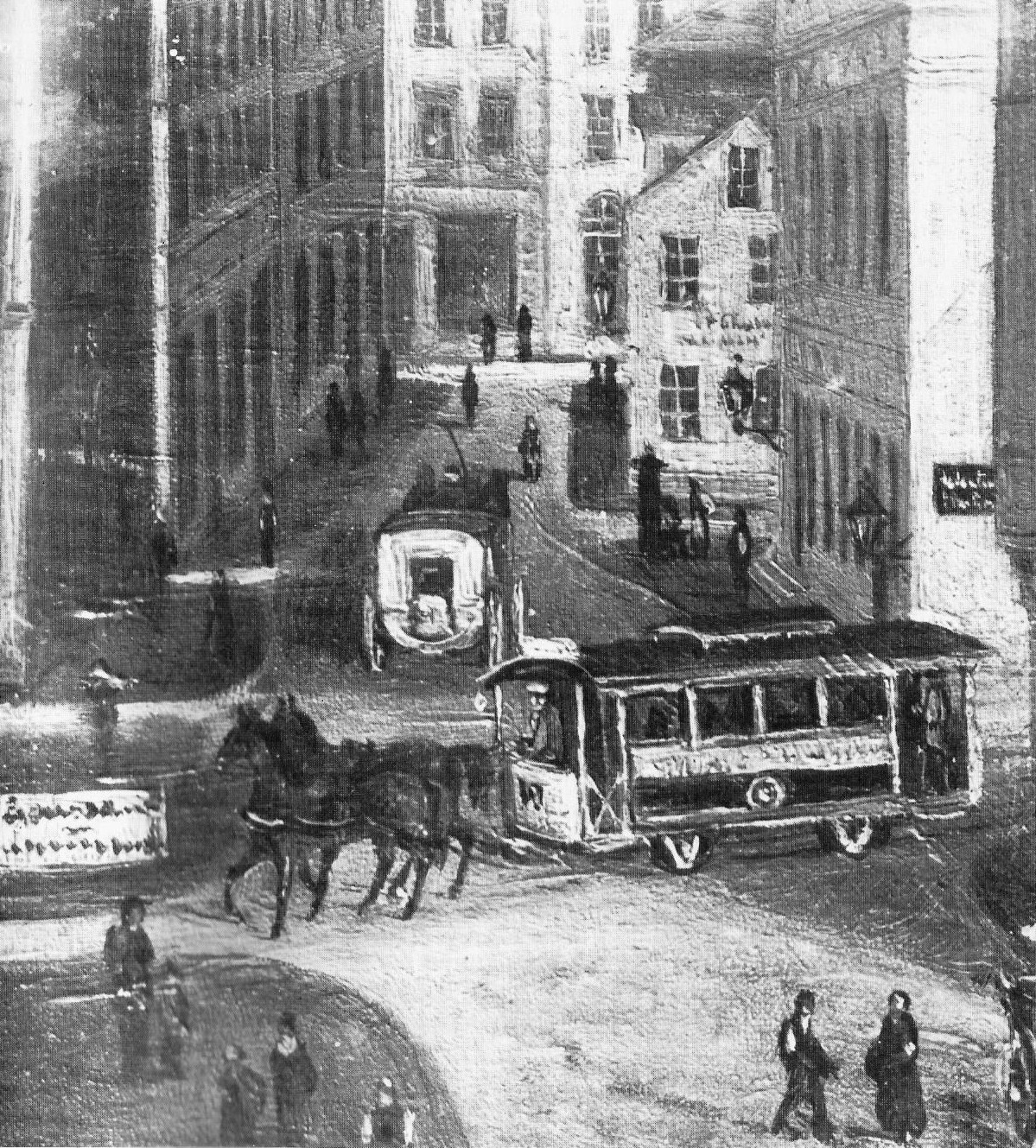
Pferdebahnwagen in Lübeck. Ausschnitt aus einem Gemälde von Conrad Weidman

Conrad Weidmann (* 10. Oktober 1847 in Diessenhofen am Rhein, Schweiz; † 17. August 1904 in Lübeck) war ein deutscher Maler, Zeichner, Kunst- und Kolonialschriftsteller, sowie Kriegsreporter im sogenannten Araberaufstand.

## Leben
Conrad Weidmann erhielt seine schulische Ausbildung in Zürich, bevor er ab 1864 durch Deutschland, Frankreich und Italien reiste. Im Jahr 1872 ließ er sich in der Freien und Hansestadt Lübeck nieder und wurde deutscher Reichsangehöriger. 1882 schuf er eine Reihe von Zeichnungen, die sich mit der baugeschichtlichen Entwicklung Lübecks befassten und unter dem Titel Historisches Album von Lübeck herausgegeben wurden. Für dieses Werk erhielt er eine Auszeichnung vom preußischen Kultusministerium. Weidmann fertigte für die Zeitschrift Fliegende Blätter einige Zeichnungen und übernahm 1889, mit Erlaubnis des Auswärtigen Amtes, auch die Illustrationen und die Berichterstattung über die geplante Ostafrika-Expedition von Hermann Wissmann für die Leipziger Illustrirte Zeitung, die Hamburger Nachrichten und weitere Zeitungen.
Als Begleiter Wissmanns nahm Weidmann an einigen Gefechten sowie an der Seite Karl von Gravenreuths an Marschbewegungen an den Küsten von Muoa über Tanga, Pangani, Mquadja, Saadani bis Bagamoyo und Dar es Salaam teil. Weiter führten ihn Expeditionen nach Dunda, Yombo, in das Kingani-Wami-Delta und an weitere Orte des Gebietes. Er war 1890 bei dem Gefecht bei Palamaka und der Einnahme von Kiloa, Lindi und Mikindani zugegen. So kamen in den eineinhalb Jahren, die er in Afrika verbrachte, rund 50 Zeichnungen mit begleitenden Texten für die Leipziger Illustrirte Zeitung und weitere Berichte für die anderen Blätter zusammen. Doch hatten die Reisestrapazen und das Klima seiner Gesundheit geschadet und er kehrte im September 1890 nach Deutschland zurück.
Er blieb der Kolonialbewegung weiterhin verbunden und gab 1890 ein Album mit Bildnissen der Teilnehmer der Expedition unter dem Titel Major von Wissmann und seine Officiere sowie 1894 das Lexikon Deutsche Männer in Afrika heraus. Der Großherzog von Weimar verlieh ihm dafür den Weißen Falkenorden. Durch zahlreiche Vorträge und Reden versuchte Weidmann die Sache der Deutschen Kolonien zu fördern. In der Lübeckischen Abteilung der Deutschen Kolonialgesellschaft spielte er eine wichtige Rolle. Er wurde in den Hauptvorstand der Deutschen Kolonialgesellschaft gewählt, dem er mehr als zehn Jahre bis zu seinem Tod als erster Schriftführer angehörte.
Neben der Kolonialgesellschaft und dem Alldeutschen Verband war er auch in der Lübecker Gesellschaft zur Beförderung gemeinnütziger Tätigkeit aktiv, für deren Zeitschrift Lübeckische Blätter er jahrelang über die Ausstellungen der Kunsthandlung Nöhring berichtete. Der letzte dieser Artikel erschien in der Ausgabe vor seinem Nachruf.
Weidmann starb im Alter von 56 Jahren an einem Lungenleiden.

## Veröffentlichungen (Auswahl)
- (Conrad) Weidmann’s Historisches Album von Lübeck. (Anno: 1310, 1400, 1480, 1555, 1610, 1650, 1725, 1796, 1852, 1882). Lübeck 1882, OCLC 253135067.
- Deutsche Männer in Afrika. Lexicon der hervorragendsten deutschen Afrika-Forscher, Missionare, etc. Bernhard Nöhring, Lübeck 1894 (archive.org).
- Vortrag zu den Lichtbildern der Deutschen Kolonialgesellschaft über Ostafrika. J. Sittenfeld, Berlin 1900, OCLC 875131840.
- Probefahrt des Reichspostdampfers „Bürgermeister“ 22.–25. Juni 1902; der Deutsch-Ost-Afrika-Linie dankbar gewidmet. Lübeck 1902, OCLC 837729441.